# Ипотечный кредит
Ипотечный кредит — кредит под залог недвижимости. При выдаче ипотечного кредита банк берёт в залог землю и дом после его постройки и регистрации.

## Классификация ипотечного кредита
Ипотечные кредиты классифицируются по различным признакам.
По объекту недвижимости:
- земельные участки;
- предприятия, здания, сооружения и иное недвижимое имущество, используемое в предпринимательской деятельности;
- жилые дома, квартиры и части жилых домов и квартир, состоящие из одной или нескольких изолированных комнат;
- дачи, садовые дома, гаражи и другие строения потребительского назначения;
- воздушные, морские суда, суда каботажного плавания и космические объекты; объекты незавершённого строительства*

По целям кредитования:
- приобретение готового жилья в многоквартирном доме либо отдельного дома на одну или несколько семей в качестве основного или дополнительного места жительства;
- приобретение дома для сезонного проживания, дачи, садовых домиков с участками земли; приобретение земельного участка под застройку;
- многие другие цели.

По виду кредитора:
- банковские и небанковские.

По виду заемщиков:
- как субъектов кредитования: кредиты, предоставляемые застройщикам и строителям; кредиты, предоставляемые непосредственно будущему владельцу жилья;
- кредиты могут предоставляться сотрудникам банков, сотрудникам фирм — клиентов банка, клиентам риелторских фирм и лицам, проживающим в данном регионе, а также всем желающим.

По способу рефинансирования.
Ипотечным кредитованием занимаются различные кредитные институты. Особенности их деятельности заключены в способе рефинансирования выдаваемых кредитов.

## Факторы, от которых зависит сумма кредита
Сумма ипотечного кредита является предметом договора между кредитором и заёмщиком и может зависеть от:
- размера дохода;
- срока кредитования;
- стоимости закладываемой в залог недвижимости.

При кредитовании физических лиц платёж по кредиту обычно не превышает определённый лимит доли доходов, как правило, это 40-50 % (соотношение платёж/доход). При этом из доходов обычно предварительно вычитаются налоги, а иногда и расходы по уже имеющимся финансовым обязательствам (платежи по ранее полученным кредитам, займам, ссудам, алименты и т. д.). Многое зависит от программы самого банка, объекта займа: первичный, вторичный рынок, загородная недвижимость или просто земля.
При расчёте конкретных характеристик ипотечного кредита также учитывают условия выдачи кредита, предусматривающие различные схемы погашения. Основные формы погашения:
- с постоянной, фиксированной процентной ставкой — «обычная ипотека» или ипотека с равномерными платежами и постоянным размером отчислений (такая форма предоставления кредита выигрышная для заёмщиков при росте процентных ставок и уровня инфляции и для кредиторов при их снижении);
- фиксированная процентная ставка и растущие платежи позволят должникам выкупить часть заложенного имущества быстрее, чем при равномерном погашении;
- переменная ставка (процентная ставка закладных привязывается к другим рыночным процентным ставкам и корректируется в соответствии с их изменением)[3].

## Участники ипотечной системы
Участниками ипотечной системы являются:
- банки, которые осуществляют проверку платёжеспособности заёмщика;
- оценочные компании, оценивающие рыночную стоимость квартиры;
- страховые компании, которые обязаны страховать риски, возникшие в ходе ипотечного кредитования;
- ипотечные брокеры, помогающие выбрать заёмщику наиболее подходящую программу кредитования.

## Ипотечное кредитование в разных странах
Сроки кредитования, действующие в европейских странах, составляют от 10 до 30 лет, однако преобладающей является выдача ипотечных кредитов на 15-летний срок. На срок до 30 лет ипотечное кредитование осуществляется в таких странах, как Австрия, Германия, Дания, Нидерланды, Швеция. Отсутствует единство в подходах и в отношении используемой процентной ставки. В частности, в Великобритании в основном применяется плавающая ставка; в Германии и Испании — фиксированная; в Дании и Франции — как фиксированная, так и переменная. Долгосрочное кредитование по постоянной ставке в наибольшей степени распространено в тех странах, где налажена эмиссия ипотечных облигаций (Германия, Дания). В странах, которые финансируют ипотеку за счёт депозитов, имеется более гибкий график погашения кредитов с переменной ставкой. В Дании распространены ипотечные кредиты с постоянной ставкой сроком на 25—30 лет без комиссии за досрочное погашение. Банки некоторых стран Европейского союза устанавливают не только максимальный порог суммы ипотечного кредита, но и минимальную сумму займа (часто данное требование касается только иностранцев). Так, в Португалии, Испании, Греции и на Кипре минимальная сумма ипотечного кредита составляет 100 000 евро.
В США наиболее распространёнными являются ипотечные кредиты с амортизационным периодом в 15 или 30 лет с фиксированными ставками размером 3—5 %. Минимальный размер первоначального взноса равен 3 %, при взносе в 20 % и выше ипотечное страхование не требуется. При этом характерная особенность ипотечного кредитования в США заключается в том, что государство оказывает существенную поддержку ипотечному сектору посредством субсидий, дополнительного финансирования отдельных ипотечных программ.
В Израиле со времён гиперинфляции середины 80-х годов широко распространена форма ипотечного кредитования с одновременным независимым начислением постоянного процента и процента поправки на инфляцию (индексация согласно официальному индексу цен, публикуемому ежемесячно Министерством статистики).